# Angulus tampaensis
Angulus tampaensis is een tweekleppigensoort uit de familie van de Tellinidae. De wetenschappelijke naam van de soort is voor het eerst geldig gepubliceerd in 1866 door Conrad.